# Olga Fikotová
Olga Fikotová   (Most, 13 de novembre de 1932 - Costa Mesa, 12 d'abril de 2024) va ser una atleta txecoslovaca, especialitzada en la prova de llançament de disc en la qual va arribar a ser campiona olímpica el 1956.

## Carrera esportiva
En els Jocs Olímpics d'estiu de Melbourne de 1956 va guanyar la medalla d'or en el llançament de disc, i va arribar fins als 53,69 metres, un rècord olímpic. Va superar les soviètiques Irina Beliakova (plata) i Nina Romaixkova (bronze amb 52,02 metres).